# American Journal of Psychology
L'American Journal of Psychology (AJP) fut le premier journal de langue anglaise consacré à la psychologie expérimentale  (bien que Mind, fondé en 1876, ait publié des articles de psychologie expérimentale quelque temps auparavant). C'est une revue scientifique trimestrielle. 

## Historique
L'AJP fut fondé par Granville Stanley Hall, psychologue américain et professeur à l'université Johns-Hopkins en 1887. Le journal publia un certain nombre d'articles de toute première importance en psychologie.

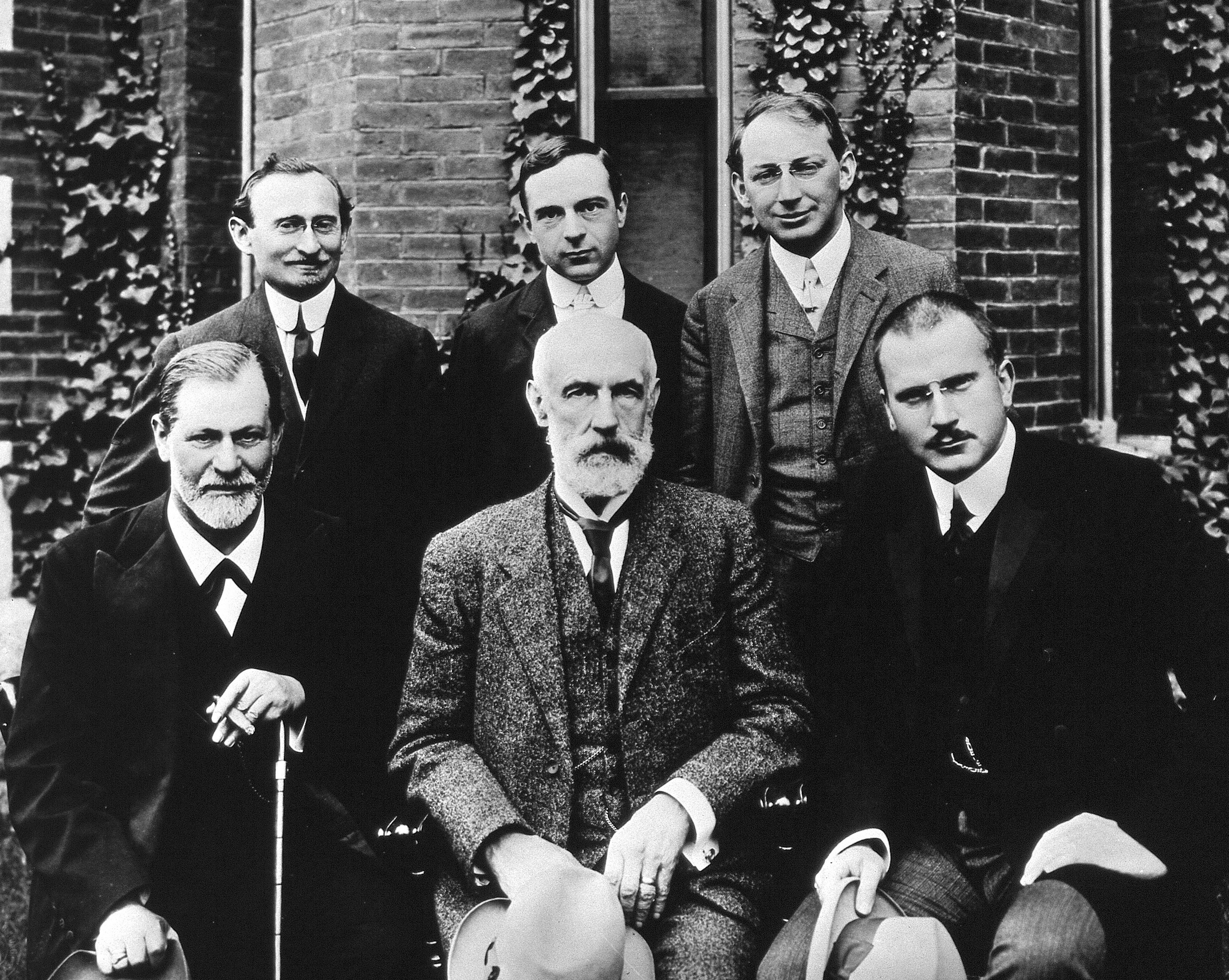
Au premier plan, Granville Stanley Hall entre Freud et Jung, 1909

Invité par Granville Stanley Hall, alors président de la Clark University de Worcester (Massachusetts), à tenir une série de conférences pour le 20e anniversaire de cette université, Sigmund Freud, qui s'était embarqué le 21 août 1909 avec Sandor Ferenczi et Carl Gustav Jung, lesquels avaient également reçu une invitation officielle, et après avoir retrouvé Abraham Brill et Ernest Jones à New York pour se rendre à Worcester, prononça en allemand cinq conférences sur la psychanalyse du 6 au 10 septembre 1909 à la Clark University : la première publication des Cinq leçons sur la psychanalyse eut lieu au premier trimestre de 1910 dans l' American Journal of Psychology.
Aujourd'hui, l'AJP publie en particulier des contributions sur les sciences comportementales et les sciences cognitives. Ces publications sont basées ou parfois directement issues de recherches actuelles en psychologie expérimentale, ou bien sont un arrangement de commentaires historiques, de critiques de la littérature spécialisée, de rapports de recherches et de présentations de données. Comme le montrent ses nombreuses citations dans des recherches et travaux annexes, cette revue constitue une référence scientifique pour son champ, au sein de la communauté scientifique.[réf. souhaitée]